# کوه آگاد-آگاد
کوه آگاد-آگاد (به لاتین: Mount Agad-Agad) یک کوه در فیلیپین است که در Northern Mindanao واقع شده‌است. کوه آگاد-آگاد ۴۹۰ متر بالاتر از سطح دریا واقع شده‌است.